# پیش از طلوع
پیش از طلوع (به انگلیسی: Before Sunrise) فیلمی به کارگردانی ریچارد لینکلیتر و محصول سال ۱۹۹۵ آمریکا می‌باشد. این فیلم اثری درام با داستانی به قلم ریچارد لینکلیتر و کیم کریزان می‌باشد. قسمت‌های دوم و سوم این فیلم به ترتیب در سال‌های ۲۰۰۴ و ۲۰۱۳ به نام‌های پیش از غروب و پیش از نیمه شب ساخته شدند.

## داستان
داستان از قطاری که به سمت پاریس حرکت می‌کند آغاز می‌شود و دختری به نام سلین در کنار یک خانواده آلمانی نشسته‌است (سلین پس از ملاقات با مادربزرگش از مجارستان به سمت پاریس برای بازگشتن به دانشگاه در راه است). که به سروصدای خانواده آلمانی از آن ردیف جدا شده و به چند ردیف عقب‌تر در ردیف کنار پسری به نام جسی (جیمز) که برای تفریح به اروپا آمده و قرار است روز بعد از وین به آمریکا محل زندگی خود پرواز کند، آغاز می‌شود. در این میان این دو شروع به گفتگو می‌کنند که سر آغاز یک رابطه می‌شود. جسی به سلین پیشنهاد می‌دهد برای صحبت بیشتر با یکدیگر در میان راه در وین پیاده شوند.
بیشتر فیلم به صحبت این دو در خیابان‌های وین می‌انجامد تا اینکه زمان جدایی سلین و جسی فرا می‌رسد…

## زمینه فیلم
داستان این فیلم زمانی به فکر ریچارد لینکلیتر افتاد که در فیلادلفیا خودش همانند فیلم با دختری به نام امی ساعت‌ها به صحبت با یکدیگر پرداخته بودند.

## بازیگران
- ایتن هاک - جسی (جیمز)
- ژولی دلپی - سلین
- آندره اکرت - زن داخل قطار
- هنو پشل - شوهر داخل قطار
- ارنی منگلد - خواننده
- دومنیک کستل- شاعر
- آدام گلدبرگ- مرد خوابیده در قطار